# Tout à Fait
Restaurant Rotisserie Tout à Fait is een restaurant gevestigd in Maastricht in Nederland. Het is een zogenaamd fine dining restaurant dat sinds 2002 een Michelinster heeft.
Volgens de website "alletoprestaurants.nl", kende GaultMillau het restaurant 16 van de maximale 20 punten toe in 2013.
Eigenaar en chef-kok is Bart Ausems.
Tout à Fait is lid van de Alliance Gastronomique Néerlandaise sinds 2008.
In 2012 opende eigenaar Bart Ausems de Bistro Boeuf la Roche in het pand direct naast het restaurant (Sint Bernardusstraat 20). Dit restaurant richt zich op de "Boeuf la Roche", een scharrelrund uit de Ardennen. Het eten voor deze bistro komt uit de keuken van Tout à Fait.